# Шулти, Патрик
Патрик Тимоти Шулти (англ. Patrick Timothy Schulte; 13 марта 2001, Сент-Чарльз, Миссури, США) — американский футболист, вратарь клуба «Коламбус Крю» и сборной США.

## Карьера

### Клубная карьера
Шулти — воспитанник академии футбольного клуба «Сент-Луис». В 2019 году в течение 10 дней стажировался в нидерландском «Фейеноорде». 15 мая 2019 года сыграл за «Сент-Луис» в матче Открытого кубка США против «Де-Мойн Менис», и помог клубу одержать победу в серии послематчевых пенальти, совершив три сейва.
В 2019 году Шулти поступил в Сент-Луисский университет и начал играть за университетскую футбольную команду «Сент-Луис Билликенс». В Национальной ассоциации студенческого спорта за три сезона провёл 51 матч. В сезоне 2019 был включён в символическую сборную новичков Конференции Atlantic 10. В сезоне 2020 был назван лучшим игроком оборонительного плана Конференции Atlantic 10 и был включён в первую символическую сборную Конференции Atlantic 10. В сезоне 2021 был включён в первую символическую сборную Конференции Atlantic 10 и во вторую символическую сборную региона по версии United Soccer Coaches и был назван лучшим игроком турнира Конференции Atlantic 10.
В 2021 году также выступал в Лиге два ЮСЛ за клуб «Сент-Луис Скотт Галлахер».
Решив отказаться от последнего года обучения в университете, 6 января 2022 года Шулти подписал контракт с MLS по программе Generation adidas. 11 января на Супердрафте MLS 2022 он был выбран в первом раунде под общим 12-м номером клубом «Коламбус Крю». Сезон 2022 провёл в «Коламбус Крю 2», став с фарм-клубом чемпионом MLS Next Pro, получив награду вратаря года в MLS Next Pro и попав в символическую сборную MLS Next Pro. За первую команду «Коламбус Крю» Шулти дебютировал 25 февраля 2023 года в матче стартового тура сезона MLS против «Филадельфии Юнион», выйдя в стартовом составе из-за недоступности основного вратаря Элоя Рома. По ходу сезона 2023 Шулти выиграл конкуренцию за место стартового вратаря у Рома и завоевал с «Коламбус Крю» Кубок MLS.

### Международная карьера
Шулти вызывался в сборную США до 20 лет в 2019 и 2020 годах.
8 октября 2023 года Шулти был вызван в сборную США до 23 лет для участия в тренировочном лагере, включавшем два матча со сборными Мексики и Японии.
5 января 2024 года Шулти был впервые вызван в старшую сборную США, в ежегодный январский тренировочный лагерь. 20 января в товарищеском матче со сборной Словении, завершившем лагерь, он дебютировал за сборную США.

## Достижения
Командные
 «Коламбус Крю 2»
- Чемпион MLS Next Pro: 2022
- Победитель регулярного чемпионата MLS Next Pro: 2022

 «Коламбус Крю»
- Чемпион MLS (обладатель Кубка MLS): 2023

Личные
- Вратарь года в MLS Next Pro: 2022[37]
- Член символической сборной MLS Next Pro: 2022
- Вратарь месяца в MLS Next Pro: август 2022[38]
- Лучший вратарь Кубка чемпионов КОНКАКАФ: 2024

## Статистика выступлений

### Клубная статистика
| Выступление      | Выступление      | Выступление      | Лига | Лига | Плей-офф | Плей-офф | Кубок | Кубок | Континент | Континент | Итого | Итого |
| Клуб             | Лига             | Сезон            | Игры | Голы | Игры     | Голы     | Игры  | Голы  | Игры      | Голы      | Игры  | Голы  |
| ---------------- | ---------------- | ---------------- | ---- | ---- | -------- | -------- | ----- | ----- | --------- | --------- | ----- | ----- |
| Сент-Луис        | USLC             | 2019             | 0    | 0    | —        | —        | 1     | -1    | —         | —         | 1     | -1    |
| Коламбус Крю 2   | MLS Next Pro     | 2022             | 15   | -15  | 3        | -5       | —     | —     | —         | —         | 18    | -20   |
| Коламбус Крю     | MLS              | 2022             | 0    | 0    | —        | —        | 0     | 0     | —         | —         | 0     | 0     |
| Коламбус Крю     | MLS              | 2023             | 31   | -43  | 6        | -9       | 0     | 0     | 1         | -1        | 38    | -53   |
| Коламбус Крю     | MLS              | 2024             | 4    | -2   | —        | —        | —     | —     | 2         | -1        | 6     | -3    |
| Коламбус Крю     | Итого            | Итого            | 35   | -45  | 6        | -9       | 0     | 0     | 3         | -2        | 44    | -56   |
| Всего за карьеру | Всего за карьеру | Всего за карьеру | 50   | -60  | 9        | -14      | 1     | -1    | 3         | -2        | 63    | -77   |

Источники: Transfermarkt, Soccerway, Football Database EU.

### Международная статистика
| Команда | Год   | Игры | Голы |
| ------- | ----- | ---- | ---- |
| США     |       |      |      |
| 2024    | 1     | −1   |      |
| Всего   | Всего | 1    | −1   |

Источник: National Football Teams.